# Cro-mo 4130
Cro-Mo 4130 – niskowęglowy stop stali, sprecyzowany przez Amerykański Instytut Żelaza i Stali (AISI) zawierający jako główne dodatki stopowe: chrom i molibden. Często spotykana jest nazwa (z ang.) „cromoly”.
Ten stop stali nie jest zaliczany do najbardziej wytrzymałych (wytrzymałość na rozciąganie wynosi 560 MPa), lecz ma bardzo dobry stosunek kosztów wytwarzania do wytrzymałości. Używa się jej głównie w częściach, które muszą wytrzymać duże obciążenia rozciągania, zginania lub zrywania. Jej obróbka cieplna polega na nagrzaniu do 865 °C, powolnym ochłodzeniu w piecu do 680 °C, a następnie swobodnym chłodzeniu w temperaturze otoczenia.
Wykorzystywana jest między innymi w produkcji ram samochodów wyścigowych, ram rowerowych, skrzyń biegów, tłoków, ogniw łańcuchowych itp.